# Ptiloglossa aculeata
Ptiloglossa aculeata là một loài Hymenoptera trong họ Colletidae. Loài này được Friese mô tả khoa học năm 1904.